# Fernando Rodríguez Doval
Fernando Rodríguez Doval (Ciudad de México; 29 de abril de 1980) es un politólogo, político y profesor mexicano.

## Biografía

### Formación
Su educación básica y media transcurrió en escuelas dirigidas por los Hermanos Maristas en la Ciudad de México, el Instituto México, durante la primaria y secundaria y el Centro Universitario México (CUM), durante su bachiller. 
Estudió la carrera de Ciencia Política en el Instituto Tecnológico Autónomo de México (ITAM), donde obtuvo el título de Licenciado en Ciencia Política, con mención honorífica, en el año 2005; su tesis denominada Ortodoxia con Pragmatismo, Activismo Partidario y Actitudes Estratégicas en el PAN obtuvo el primer lugar en la categoría Ciencia Política en el XI Premio de Investigación EX ITAM.
Posteriormente estudió la Maestría en Gobierno y Políticas Públicas en la Universidad Panamericana y un máster en Democracia y Parlamento en la Universidad de Salamanca (España). En 2023 obtuvo el título de Doctor en Historia del Pensamiento por la Universidad Panamericana.

### Carrera política
Comenzó a participar en el Partido Acción Nacional a principios de 1997, durante la campaña de Carlos Castillo Peraza para la Jefatura de Gobierno del Distrito Federal. Fue el Coordinador de Formación y Capacitación de la Secretaría Nacional de Acción Juvenil. En 2004 se desempeñó como Coordinador de Proyectos Especiales de la Delegación Benito Juárez. 
Posteriormente ingresó a la Fundación Rafael Preciado Hernández donde ocupó primero la Secretaría Técnica y posteriormente la Dirección de Formación. Fue el encargado de coordinar en 2006 el proceso de elaboración de la plataforma política y electoral del PAN.
En el año 2009 fue elegido diputado de mayoría a la Asamblea Legislativa del Distrito Federal en el distrito XX de la Ciudad de México, correspondiente a parte de las delegaciones Álvaro Obregón y Benito Juárez. Como diputado local promovió la reforma política del Distrito Federal, así como diversas iniciativas relacionadas con la movilidad urbana, el uso de nuevas tecnologías y la responsabilidad patrimonial del Gobierno del Distrito Federal. Como diputado gestionó la asignación de recursos para rescatar la Plaza Valentín Gómez Farías, en la colonia San Juan Mixcoac. Fue el vicecoordinador del Grupo Parlamentario del Partido Acción Nacional.
Presidió la Comisión de Doctrina del Consejo Nacional del PAN y en 2011 fue uno de los impulsores de la precampaña presidencial de Alonso Lujambio.
En 2012 fue diputado federal plurinominal por la cuarta circunscripción. En la Cámara de Diputados fue Presidente de la Comisión Bicameral de Bibliotecas y Asuntos Editoriales y Secretario de la Comisión de Puntos Constitucionales, de la del Distrito Federal, así como integrante de la de Gobernación. Fue el negociador por parte del PAN de la reforma educativa, la política y electoral y la que dio origen al Sistema Nacional Anticorrupción. Fue reconocido entre los cinco diputados federales más productivos de la LXII Legislatura, según un estudio elaborado por egresados de la Universidad de Harvard.
Entre 2015 y 2018 se desempeñó como Secretario de Comunicación y Vocero del Comité Ejecutivo Nacional del PAN, así como director general de la Fundación Rafael Preciado Hernández. El 6 de septiembre de 2018 fue designado Secretario General del Comité Ejecutivo Nacional del PAN. 
Actualmente es el Secretario de Estudios y Análisis Estratégico del Comité Ejecutivo Nacional del PAN.

### Actividades académicas
Fue asistente  de investigación del Departamento de Ciencia Política del Instituto Tecnológico Autónomo de México y ha sido profesor de Teoría Política en la Universidad Panamericana y de Historia Sociopolítica de México y Problemas de la Realidad Mexicana Contemporánea en el ITAM. Asimismo, ha impartido cursos sobre historia de México y sistemas políticos en la Universidad Anáhuac Norte. 
Es miembro fundador de la Red Mexicana por una Democracia de Calidad, organización no gubernamental dedicada a la promoción de los estudios legislativos y a la rendición de cuentas. 
Fue coautor y compilador, junto con Alonso Lujambio, del libro 1939. Documentos Fundacionales del PAN. Es autor del libro El PAN y su identidad política.